# هاري دافنبورت (ممثل)
هاري دافنبورت (بالإنجليزية: Harry Davenport)‏ مواليد 19 يناير 1866 في كانتون، بنسيلفانيا، الولايات المتحدة - الوفاة 9 أغسطس 1949 في لوس أنجلوس، الولايات المتحدة، هو ممثل أمريكي بدأ مسيرته الفنية سنة 1871. امتدت مسيرته الفنية لأكثر من 78 عاما.

## الأعمال
- حياة إميل زولا
- لا يمكنك أن تأخذها معك
- راع البقر والسيدة
- ذهب مع الريح
- كل هذا والجنة أيضا
- المراسل الأجنبي
- قدم واحدة في الجنة
- صف الملوك
- حادث قوس الثور
- الأميرة أورورك

## روابط خارجية
- هاري دافنبورت على موقع IMDb (الإنجليزية)
- هاري دافنبورت على موقع ألو سيني (الفرنسية)
- هاري دافنبورت على موقع ميوزك برينز (الإنجليزية)
- هاري دافنبورت على موقع أول موفي (الإنجليزية)
- هاري دافنبورت على موقع قاعدة بيانات برودواي على الإنترنت (الإنجليزية)
- هاري دافنبورت على موقع قاعدة بيانات الأفلام السويدية (السويدية)
- هاري دافنبورت على موقع إن إن دي بي (الإنجليزية)
- هاري دافنبورت على موقع قاعدة بيانات الفيلم (الإنجليزية)
- هاري دافنبورت على موقع كينوبويسك (الروسية)